# Dipilto
Dipilto là một khu tự quản thuộc tỉnh Nueva Segovia, Nicaragua. Khu tự quản Dipilto có diện tích 105 ki lô mét vuông. Đến thời điểm năm 2005, huyện Dipilto có dân số 5207 người.